# Аптон (округ, Техас)
Шаблон:StateAbbr_ 31°22′ пн. ш. 102°02′ зх. д. / 31.36° пн. ш. 102.04° зх. д.
Округ Аптон (англ. Upton County) — округ (графство) у штаті  Техас, США. Ідентифікатор округу 48461.

## Історія
Округ утворений 1887 року.

## Демографія
За даними перепису 2000 року загальне населення округу становило 3404 осіб, усе сільське. Серед мешканців округу чоловіків було 1666, а жінок — 1738. В окрузі було 1256 домогосподарств, 934 родин, які мешкали в 1609 будинках. Середній розмір родини становив 3,19.
Віковий розподіл населення поданий у таблиці:
| Стать    | До 15 років | 15-21 | 22-29 | 30-39 | 40-49 | 50-65 | 65-85 | Понад 85 |
| -------- | ----------- | ----- | ----- | ----- | ----- | ----- | ----- | -------- |
| Чоловіки | 389         | 212   | 96    | 180   | 298   | 282   | 190   | 19       |
| Жінки    | 384         | 201   | 122   | 214   | 259   | 285   | 231   | 42       |

## Суміжні округи
- Мідленд — північ
- Рейган — схід
- Крокетт — південь
- Крейн — захід
- Ектор — північний захід

## Виноски
1. ↑  U.S. Decennial Census. United States Census Bureau. Архів оригіналу за 2 серпня 2018. Процитовано 11 травня 2015.
2. ↑  Texas Almanac: Population History of Counties from 1850–2010 (PDF). Texas Almanac. Архів оригіналу (PDF) за 26 лютого 2015. Процитовано 11 травня 2015.
3. ↑  State & County QuickFacts. United States Census Bureau. Архів оригіналу за 5 вересня 2015. Процитовано 29 грудня 2013. [Архівовано 2011-10-18 у Wayback Machine.](англ.) Наведено за англійською вікіпедією.
4. ↑  American FactFinder. Бюро перепису населення США. Архів оригіналу за 26 лютого 2012. Процитовано 31 січня 2008. [Архівовано 2008-05-21 у Wayback Machine.]

| США | Це незавершена стаття з географії США. Ви можете допомогти проєкту, виправивши або дописавши її. |